# Rue Voltaire (La Garenne-Colombes)
Pour les articles homonymes, voir Rue Voltaire.
La rue Voltaire est une voie de communication située à La Garenne-Colombes (Hauts-de-Seine).

## Situation et accès

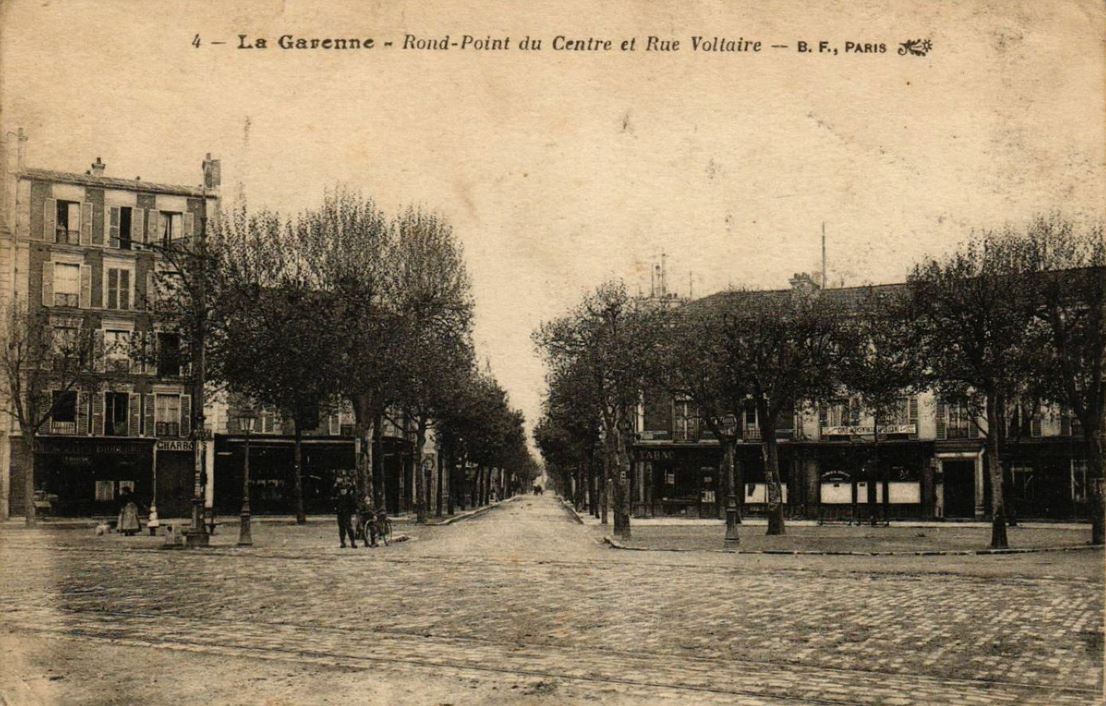
Rond-point du Centre et rue Voltaire.

Cette rue orientée nord-sud commence à la place de la Liberté au centre de laquelle se trouve l'église Saint-Urbain et où se rencontrent la rue de Châteaudun et l'avenue Foch.
Progressant de façon rectiligne vers le sud, elle croise tout d'abord la rue Sartoris, puis arrive au rond-point du Souvenir-Français (anciennement rond-point du Centre), où convergent la rue de l'Aigle, la rue Jean-Bonal et le boulevard de la République, qui suit le tracé de la route départementale 908.
Au-delà du rond-point, elle forme le point de départ de la rue Paul-Rollet, croise la rue du Château puis la rue Raymond-Ridel, au carrefour de la Colonne.
Elle se termine à la rue Pierre-Brossolette, qui marque la limite de Courbevoie.

## Carrefour de la Colonne

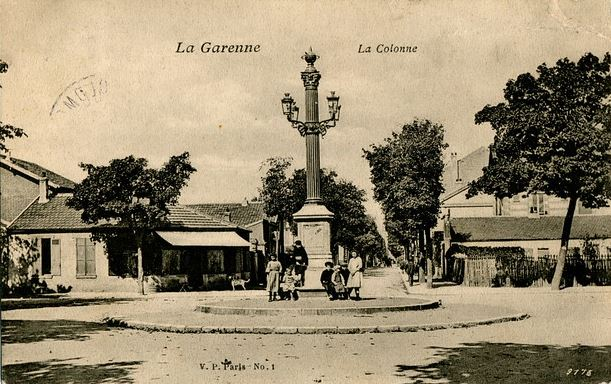
Carrefour de la Colonne.

Ce carrefour est orné d'une colonne rostrale, érigée en 1865 en l'honneur du marquis de l'Aigle et de Pierre-Urbain Sartoris, fondateurs du village de La Garenne.

## Origine du nom
Elle porte le nom de l'écrivain français François Marie Arouet, dit Voltaire (1694-1778).

## Bâtiments remarquables et lieux de mémoire
- Garenne de Colombes ;
- Église Saint-Urbain de La Garenne-Colombes ;

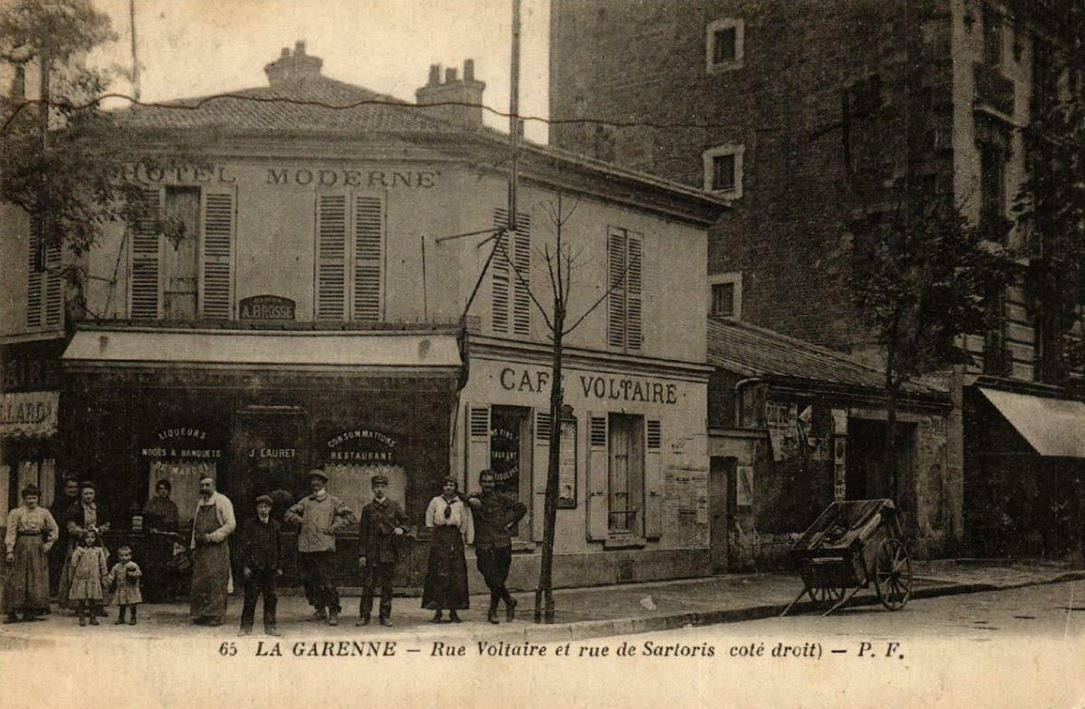
Rue Voltaire et rue de Sartoris.